# UnixWare
UnixWare — POSIX-совместимая операционная система, разрабатываемая с начала 1990-х годов компанией Novell на основе UNIX System V, которая в свою очередь была разработана UNIX Systems Laboratories. В 1995 году Novell продала права на существующие лицензии и дальнейшую разработку UnixWare компании Santa Cruz Operation.
Система обладает многопоточностью, реализацией вытесняющей многозадачности и портирована на несколько платформ.
В SCO UnixWare используется файловая система VxFS, разработанная компанией Veritas.
UnixWare 7.1 распространяется в 7 вариантах различной комплектации:
- Base
- Business
- Datacenter
- Department
- Enterprise
- Free unix

Издание «Free unix» является shareware и может использоваться в течение 60 дней.